# 札幌交響楽団
公益財団法人札幌交響楽団（さっぽろこうきょうがくだん）は、北海道札幌市に本拠を置く、日本のオーケストラ。通称・略称は札響（）。日本オーケストラ連盟正会員。

## 概要
札幌市に本拠を置く北海道唯一のプロ・オーケストラである。
1997年（平成9年）から定期演奏会は本拠地の札幌コンサートホールKitaraで催され、事務局も同ホール内に設置されている。練習場は札幌芸術の森アートホール内。2018年（平成30年）に開場した 札幌文化芸術劇場hitaruでは、hitaruシリーズ定期演奏会を開催し、オペラ、バレエ公演などにも出演している。また、北海道内各地で演奏会を催し、東京公演の定期開催も行っている。

## 沿革
- 1961年（昭和36年）
  - 7月1日 - 札幌市民交響楽団として発足[4][5]。
  - 第1回定期演奏会を札幌市民会館で開催[6]。
- 1962年（昭和37年） - 財団法人札幌交響楽団 となる[7]。
- 1973年（昭和48年） - 北海道新聞文化賞受賞[8]。
- 1975年（昭和50年） - アメリカ／西ドイツ公演[9]。
- 1980年（昭和55年） - 北海道文化賞受賞[10]。
- 1983年（昭和58年） - モービル音楽賞受賞[11]。
- 1989年（平成元年） - 東京公演の定期開催を始める（同時に開始した大阪公演は96年まで実施）[12]。
- 1996年（平成8年） - 札響名曲シリーズ開始 [13]。
- 2001年（平成13年） - 創立40周年記念 英国公演[14]。
- 2002年（平成14年） - 経営危機が表面化、再建・改革に取組む[15]。
- 2005年（平成17年） -  定期演奏会を2公演化[16]。韓国公演[17]。
- 2007年（平成19年） - 第500回定期演奏会を開催[18]。
- 2009年（平成21年） - 公益財団法人として認定を受ける[19]。
- 2011年（平成23年） - 創立50周年記念 欧州公演（独、伊、英）[20]。
- 2015年（平成27年） - 台湾公演[21]。北海道内179全市町村での公演を達成[22]。
- 2020年（令和2年）  -  hitaruシリーズ定期演奏会開始[23]。

## 歴代指揮者
歴代指揮者には、荒谷正雄（初代常任指揮者）、ペーター・シュヴァルツ（常任指揮者）、岩城宏之（音楽監督）、秋山和慶（首席指揮者）、尾高忠明（音楽監督）、ラドミル・エリシュカ（首席客演指揮者）、マックス・ポンマー（首席指揮者）、マティアス・バーメルト（首席指揮者）、エリアス・グランディ（首席指揮者）らが名を連ねる。
- 荒谷正雄（常任指揮者 1961年 - 1968年）＜名誉創立指揮者＞
遠藤雅古（副指揮者　1961年 - 1962年）
山岡重信（指揮者 1969年 - 1970年）
- ペーター・シュヴァルツ（指揮者 1969年 - 1970年、 常任指揮者 1970年 - 1975年）
- 岩城宏之（正指揮者 1975年 - 1978年、 音楽監督・正指揮者 1978年 - 1981年、 音楽監督 1981年 - 1988年、 桂冠指揮者 1988年 - 2006年）
- 秋山和慶（首席客演指揮者 1986年 - 1988年、 ミュージックアドバイザー・首席指揮者 1988年 - 1998年）
堤俊作（専属指揮者 1988年 - 1992年[25]）
小松一彦（専属指揮者 1988年 - 1992年[25]）
末廣誠（指揮者 1995年 - 1999年）
- 尾高忠明（正指揮者 1981年 - 1986年、 ミュージックアドバイザー・常任指揮者 1998年 - 2004年、 音楽監督 2004年 - 2015年、 名誉音楽監督 2015年 - ） 
  - 円光寺雅彦（正指揮者 1998年 - 2001年）
  - 高関健（専属指揮者 1988年 - 1992年[25]、 正指揮者 2003年 - 2012年）
  - ラドミル・エリシュカ（首席客演指揮者 2008年 - 2015年、 名誉指揮者 2015年 - 2019年)
- マックス・ポンマー （首席指揮者 2015年 - 2018年）
佐藤俊太郎 （指揮者 2016年 - 2019年）
垣内悠希 （指揮者 2016年 - 2019年）
- マティアス・バーメルト （首席指揮者 2018年 - 2024年）
松本宗利音 （指揮者 2019年 - 2022年）
- エリアス・グランディ （首席指揮者 2025年 - ）[26][27][28]
  - 広上淳一 （友情客演指揮者 2017年 - 2022年）（友情指揮者 2022年[29] - ）
  - 川瀬賢太郎 （正指揮者 2022年[29] - ）
  - 下野竜也 （首席客演指揮者 2024年[30] - ）

## 歴代コンサートマスター
歴代コンサートマスターは、次のとおり。
- 岩本敬一郎（1961年 - 1966年）
- 佐々木一樹（1966年[32] - 1977年）
- ルイ・グレーラー（1977年 - 1981年）
- 水谷正志（1981年 - 1986年）
- 市川映子（1981年 - 1985年）
- デヴィッド・ペリー（1984年 - 1985年）
- マイケル・キシン（首席1986年 - 1988年）
- 原田大志（1987年 - 1987年）[12]
- 深山尚久（首席1988年 - 1992年）
- 尾花輝代充（1993年 - 1996年）
- グレブ・ニキティン（1993年 - 1998年）(首席1998年 - 2000年)
- 長井明（1995年 - 1996年）
- 大平まゆみ（1998年 - 2019年）
- 伊藤亮太郎（2005年 - 2015年）
- 三上亮（2007年 - 2011年）
- 田島高宏（2001年 - 2004年）（2014年 - ）
- 会田莉凡（2022年 - ）[33]

## 演奏会
本拠地札幌コンサートホールKitaraを会場とする定期演奏会、名曲シリーズ、札幌文化芸術劇場を会場とするhitaruシリーズ定期演奏会の他、道内各地で年間120回前後の演奏会を開催している。
- 定期演奏会
年間8プログラム、各回2回公演（土曜夕と日曜午後）、札幌コンサートホールKitara大ホールで開催される。
- hitaruシリーズ定期演奏会
年間4回、札幌文化芸術劇場hitaruで開催される（定番名曲と現代作品を組み合わせたプログラム）。
- 札響名曲シリーズ
年間4回、札幌コンサートホールKitara大ホールで開催される。
- 特別演奏会
第9演奏会、ニューイヤーコンサート、道内地方都市演奏会。
- オペラ、バレエ公演
主に札幌文化芸術劇場hitaruで開催される。
- 東京公演
唯一の定期遠征公演。1989年から年1回開催されている。
- その他
ほくでんファミリーコンサート、kitara主催のコンサート、PMFでの公演、ジルベスター・コンサート、シンフォニック・ブラス、ポップス・コンサート、文化庁主催巡回公演、kitaraファースト・コンサート、ジュニアクラシックなど。

## 年代別トピックス

### ＜1961年-1998年＞

#### 芸術祭三市交響楽団特別演奏会
1962年から、初代常任指揮者荒谷正雄のもと、群馬交響楽団、京都市交響楽団との共催で企画し、各々のフランチャイズ（高崎市、札幌市、京都市）を3年間にわたり巡演した。

#### 北電ファミリーコンサート始動
1973年5月、常任指揮者ペーター・シュヴァルツのもと、北海道電力、北海道放送をスポンサーにつけ、北電ファミリーコンサート（1986年「ほくでんファミリーコンサート」に改称）を始動させた。

#### 「オール武満徹プログラム」による定期演奏会の開催
1976年12月、第166回定期演奏会で正指揮者岩城宏之のもと、オール武満徹プログラム（「弦楽のためのレクイエム」、「ノヴェンバー・ステップス」、「ジティマルヤ」、「マージナリア」）を組み、民放FMにより全国へ放送され、大きな注目を集めた。

#### 「グリーンコンサート」の定着
1978年9月に開催された北海道庁赤レンガ庁舎前での野外コンサート（岩城宏之指揮で「グリーンコンサート」と名付けられた）が市民に大好評を以て迎えられ、以後夏の風物詩として長い間定着した。

#### 黒澤明監督の映画「乱」の音楽を担当
1985年、武満徹が黒澤明監督の映画「乱」のために創作した音楽を録音（音楽監督岩城宏之の指揮）。黒澤は当初、国際的な知名度の高いロンドン交響楽団での録音を考えていたが、武満は信頼を置く札響を強く希望し実現した。

#### 山田一雄のベートーヴェン・シリーズ
1989年から3年間9回の計画で山田一雄指揮によるベートーヴェン・シリーズを定期演奏会で開始、途中山田一雄急逝のため、残された2回を矢崎彦太郎と佐藤功太郎が代役を務め完結させた。交響曲の録音はＣＤとして発売された。

#### PMFの創設
1990年、レナード・バーンスタインの提唱により札幌で始まった国際教育音楽祭パシフィック・ミュージック・フェスティバル（PMF）に、レギュラー・オーケストラとして参加した。

#### 本拠地kitaraの完成
1997年、札幌交響楽団の本拠地となる札幌コンサートホールKitara が完成し、首席指揮者秋山和慶の指揮で杮落とし公演（サン＝サーンスの交響曲第3番「オルガン付き」他）を行った。

### ＜1998年-2015年＞

#### エリシュカの登場
2006年12月の定期演奏会に始めて登場したラドミル・エリシュカは、初日の公演が大好評を博し、翌日の公演が満員御礼となった。エリシュカは、2008年から首席客演指揮者を務め、2015年には名誉指揮者の称号を贈られ、札響と残したディスク（ドヴォルザーク、ヤナーチェク、スメタナ、ブラームス、チャイコフスキー、リムスキー＝コルサコフなど)は人気が高い。

#### 脚光浴びた「ピーター・グライムズ 」
2008年9月定期で、音楽監督尾高忠明の指揮でブリテンのオペラ「ピーター・グライムズ」を演奏会形式で上演した。尾高とはエルガーをはじめヴォーン・ウィリアムズ、ウォルトンなどの英国音楽を数多く演奏し高い評価を受けた。

#### 不祥事
2010年1月、事務局が、契約上義務付けられている音楽監督の承諾を得ず、定期演奏会をCD制作のために録音した。音楽監督から抗議を受けた事務局は、CD制作を中止し、担当者である事業部長を減給・降格、専務理事と事務局長をけん責処分とした。録音には東京のレコード会社がかかわっており、録音にかかった費用を札幌交響楽団が負担することで合意した。

#### 尾高とのベートーヴェンとシベリウスのチクルス
楽団創立50周年の2011年9月から12月にかけて、音楽監督尾高忠明の指揮でベートーヴェンの交響曲全曲演奏に取り組み、2012年に5枚組のCDとして発売された。また、尾高とは2013年から3年間かけてシベリウスの交響曲全曲演奏に取り組み、2014年から2015年に4枚のCDとして発売されたのち、創立60周年を迎えた2021年に「シベリウス交響曲全集」として3枚組のCDが発売された。

### ＜2015年-2024年 ＞

#### ポンマーとの管弦楽組曲
2017年、首席指揮者マックス・ポンマーとは、1月定期演奏会で満を持してバッハの管弦楽組曲（全曲）を取り上げ、6月の第600回定期演奏会ではモーツァルトの後期三大交響曲によるプログラムを組むなど、ポンマーのドイツ・オーストリア系レパートリーは独自の個性を発揮した。

#### エリシュカ最後の日本公演
2017年10月、名誉指揮者ラドミル・エリシュカが、ドクター・ストップを振り切って最後の来日公演を果たし、初公演と同じ曲目リムスキー＝コルサコフの交響組曲「シェヘラザード」を演奏した。エリシュカは、2006年から2017年までの客演で通算42公演を指揮した。

#### 札幌文化芸術劇場hitaruの完成
2018年、札幌文化芸術劇場hitaruのこけら落とし公演でオペラ「アイーダ」を演奏した(アンドレア・バッティストーニ指揮)。

#### コロナ禍での60周年記念定期
2021年9月、首席指揮者マティアス・バーメルトが、コロナ禍の影響により1年7ケ月ぶりの指揮台に立ち、曲目を当初予定されていたブラームスのドイツ・レクイエムからブルックナーの交響曲第7番に変更し、60周年記念定期演奏会が開催された。

## 合唱団
- 札響合唱団 - 札幌交響楽団専属の合唱団（2006年創設）[46]。

## ファンクラブ
- 札響くらぶ - 札幌交響楽団公認のファンクラブ（1996年設立）。札幌交響楽団の演奏を楽しみ、その活動を支援するとともに、会員相互の交流を図り、併せて音楽文化の普及、発展、向上に寄与することを目的とする[47]。

## 外部サイト
- 札幌交響楽団 Sapporo Symphony Orchestra-「札響」（日本語）（英語） - 公式ウェブサイト
- 札幌交響楽団 (@sapporosymphony) - X（旧Twitter）公式
- 札幌交響楽団 (sapporosymphonyorchestra) - Facebook 公式
- 札幌交響楽団 (@sapporo_symphony) - Instagram 公式
- 札幌交響楽団 Sapporo Symphony Orchstra - YouTube Channel 公式
- 札響合唱団 - 札響専属合唱団
- 札響くらぶ - 札響公認ファンクラブ
- 札幌コンサートホール Kitara（日本語）（英語）- 札響本拠地（定期演奏会会場）
- 札幌文化芸術劇場 hitaru
- PMF（パシフィック・ミュージック・フェスティバル札幌）
- 日本オーケストラ連盟
- ELIAS GRANDY(Union Media)（英語） - エリアス・グランディ（札響首席指揮者）